# Hepsetus odoe
Hepsetus odoe ist ein Raubfisch, der im westlichen Afrika vorkommt. Sein Lebensraum reicht von der Elfenbeinküste bis zum Schari in der Zentralafrikanischen Republik.

## Merkmale
Hepsetus odoe hat einen langgestreckten, hechtartigen, von Cycloidschuppen bedeckten 30 bis 60 Zentimeter langen Körper. Er ist seitlich kaum abgeflacht und hat eine flache Kopfoberseite. Sein Maximalgewicht wird mit vier Kilogramm angegeben. Die Schnauze ist lang, das Maul groß und von einigen sehr großen, konischen und nach hinten gerichteten Fangzähnen und kleineren spitzen Zähnen besetzt. Am Kiefer finden sich segelartige Anhänge, die eventuell Sinnesorgane sind. Die Oberseite der Fische ist bräunlich, die Flanken und der Bauch sind silbrig mit lehmgelbem Schimmer. Die Augen sind groß und messingfarben, die Nasenöffnungen liegen dicht beieinander. Über den Augen haben sie einen rotorangen Fleck, dahinter einige helle und dunkle Bänder. Die Flossen sind pink bis grau, die Rückenflosse hat einige braunrote Strahlen, die Fettflosse ist schwarz. Ausgewachsene Tiere können auf den paarigen Flossen schwarze Flecken haben. Die Afterflosse liegt hinter der Rückenflosse. Hepsetus odoe besitzt 45 bis 49 Wirbel. Entlang des Seitenlinienorgans befinden sich 49 bis 60 Schuppen.
- Flossenformel: Dorsale II/7–9, Anale II/9–11.
- Schuppenformel: mLR (49)50–60.

Hepsetus odoe ist relativ kurzlebig und wird nur vier bis fünf Jahre alt.

## Lebensweise
Hepsetus odoe ist ein Wanderfisch, lebt in Flüssen, Seen und Sümpfen und hält sich eher am Gewässerboden auf. Er bevorzugt ruhige, tiefe Gewässer mit einem pH-Wert von 6 bis 7,5 und einer Wasserhärte bis 18 °dH. Ausgewachsene Tiere fressen Fische, Jungfische halten sich vor allem in stark bewachsenen Habitaten auf und ernähren sich von kleineren Fischen und Wirbellosen. Die Hechtsalmler vermehren sich in den Sommermonaten und legen die Eier in ein an der Wasseroberfläche treibendes Schaumnest, das von einem Elternteil oder von beiden bewacht wird.

## Nutzung
Hepsetus odoe wird mit Netzen gefangen und als Speisefisch genutzt. Das Fleisch ist rötlich und gilt als wohlschmeckend. In der Aquaristik hat die Art keine Bedeutung, da sie sehr empfindlich sind und schon bei kleinsten Verletzungen eingehen.